# 富浜村
富浜村（とみはまむら）は山梨県北都留郡にあった村。現在の大月市富浜町各町にあたる。

## 地理
- 山：扇山
- 河川：桂川

## 歴史
- 1875年（明治8年）1月 - 都留郡宮谷村及び鳥沢村が合併して、富浜村が発足する。
- 1878年（明治11年）7月22日 - 郡区町村編制法の施行により、富浜村は北都留郡の所属となる。
- 1889年（明治22年）7月1日 - 町村制の施行により、富浜村の区域をもって、富浜村が発足する。
- 1954年（昭和29年）9月8日 - 大月市に編入する。

## 交通

### 鉄道路線
- 日本国有鉄道
  - 中央本線
    - 鳥沢駅

### 道路
- 国道20号

現在は旧村域を中央自動車道が通過するが、当時は未開通。